# Kuna z Kunštátu a Lysic
Kuna z Kunštátu a Lysic byl moravský šlechtic z rodu pánů z Kunštátu a zakladatel lysické větve.

## Život
Jeho otcem byl Gerhard z Kunštátu. Kuna se poprvé připomíná roku 1351, kdy se angažoval na zasedání zemských soudů v Brně a v Olomouci a psal se po Lysicích. Tehdy však v Lysicích žádné opevněné sídlo neexistovalo, Kuna mohl sídlit na nějakém opevněném dvorci. V roce 1365 zapsal Kuna své ženě Ofce (Žofce) z Cimburka věno na polovině Bošovic. V dalších pramenech se již neuvádí. Byl pravděpodobně stavebníkem hradu Rychvald, který stál poblíž Lysic a který zdědili jeho synové. 
Kuna po sobě zanechal syny Kuníka, Ješka Pušku, Procka a Aleše a dcery Zdeňku, Skonku, Kateřinu a Annu.

## Rodokmen lysické větve
Kuna z Kunštátu a Lysic (1351–1365)
- Zdeňka (1355–1386) – manžel Pešek Štětina ze Ždánic
- Kuník (1368–1385) – (zemřel v mladém věku)
- Skonka (1391) – manžel Mikšík z Otaslavic
- Aleš z Kunštátu a Lysic (1374–1421)
- Kateřina (1406–1418) – manžel Pavel ze Sovince
- Anna z Lysic (1394–1398) – abatyše na Starém Brně
- Ješek Puška z Kunštátu a Otaslavic (1368–1406)
  - Půta (1392–1398)
  - Jan Puška z Otaslavic a Kostomlat (1392–1425)
  - Heralt Puška z Otaslavic a Doubravice (1392–1419)
    - Dorota z Kunštátu a Otaslavic (1446)
    - Jan Puška nejml. (1436–1437)
- Procek z Kunštátu a Rychvaldu (1373–1421)
  - Kuník (1378)
  - Eliška (1398) – manžel Zikmund z Ronova a Letovic
  - Anežka (1391) – manžel Heralt z Kunštátu a Loučan
  - Heralt Semenec z Kunštátu a Lysic (1397–1448)
    - Jan (Heník) z Kunštátu a Lysic (1437–1451)